# My Friend (песня Жака Хоудека)
«My Friend» (с англ. — «Мой друг») — песня хорватского оперного певца Жака Хоудека, с которой он представлял Хорватию на «Евровидении-2017». Песня была выпущена в формате digital download 2 марта 2017 года и стала первой в истории выступлений Хорватии на «Евровидении» песней, часть которой исполнялась на итальянском языке.

## Описание
Авторами песни стали Жак Хоудек, Арьяна Кунштек, Фабрицио Лаучелла, Инес Прахо, Тони Роберт Мальм и Синиша Рельич. Часть песни написана на английском, часть на итальянском. О том, какая песня будет представлена, было объявлено 20 февраля 2017 года, а представителя тремя днями ранее назвала телерадиокомпания HRT. Песня была выпущена официально 2 марта.
Песня написана в жанре поп-оперы и, по словам Хоудека, олицетворяет празднование дружбы, радость жизни, любви, доверия и взаимоуважения, а также призывает заводить новых друзей и помнить старых. В преддверии конкурса Хоудек запустил кампанию #beMyfriend, в рамках которой обещал рассказать о подготовке к своему выступлению и призвал фанатов «Евровидения» следовать призывам его песни.

## Выступление
11 мая 2017 года Жак Хоудек выступил во втором полуфинале «Евровидения»: изначально он должен был выступать под 12-м номером, но после снятия с конкурса России он выступил 11-м. Жак занял 8-е место в полуфинале со 141 баллом и вышел в финал. В финале он набрал 128 баллов и занял 13-е место — лучший за последние 10 лет результат Хорватии на конкурсе.

## Список треков
| №  | Название    | Длительность |
| -- | ----------- | ------------ |
| 1. | «My Friend» | 3:00         |

| №  | Название                   | Длительность |
| -- | -------------------------- | ------------ |
| 1. | «My Friend (Instrumental)» | 3:02         |

## Чарты

### Еженедельные хит-парады
| Чарт(2017)           | Высшая позиция |
| -------------------- | -------------- |
| Хорватия (HR Top 40) | 4              |

## Форматы выпуска
| Регион | Дата         | Формат           | Лейбл           | Ссылка |
| ------ | ------------ | ---------------- | --------------- | ------ |
| Мир    | 2 марта 2017 | Digital download | Croatia Records | [ 13 ] |